# Okręg Saint-Gaudens
Okręg Saint-Gaudens (fr. Arrondissement de Saint-Gaudens) – okręg w południowo-zachodniej Francji. Populacja wynosi 72 tysiące.

## Podział administracyjny
W skład okręgu wchodzą następujące kantony:
- Aspet,
- Aurignac,
- Bagnères-de-Luchon,
- Barbazan,
- Boulogne-sur-Gesse,
- Isle-en-Dodon,
- Montréjeau,
- Saint-Béat,
- Saint-Gaudens,
- Saint-Martory,
- Salies-du-Salat.